# الدفاع عن صحة الأطفال
الدفاع عن صحة الأطفال هي منظمة ناشطة أمريكية غير ربحية 501 (3)(c) معروفة أساسًا بالدعاية المضادة للقاحات، وتُعرف كأحد المصادر الرئيسية للمعلومات المضللة عن اللقاحات. تأسست تحت اسم مشروع الزئبق العالمي في عام 2011، وترأسها روبرت إف. كينيدي جونيور. شنت المنظمة حملات ضد برامج الصحة العامة المختلفة، مثل اللقاح وفلورة مياه الشرب. ساهمت في التردد في تلقي اللقاحات في الولايات المتحدة، فقد شجعت المواطنين والمشرعين على دعم اللوائح والتشريعات المضادة للقاحات. تتناقض الحجج ضد اللقاح مع الإجماع العلمي الساحق حول سلامة وفعالية اللقاحات.

## خلفية
تزعم الدفاع عن صحة الأطفال أن نسبة كبيرة من الأطفال الأمريكيين يعانون من حالات متنوعة مثل التوحد، واضطراب نقص الانتباه وفرط النشاط، والحساسية الغذائية، والسرطان، وأمراض المناعة الذاتية بسبب التعرض لمجموعة متنوعة من المواد الكيميائية والإشعاع. أما المواد الكيميائية والإشعاعية التي ألقت منظمة الدفاع عن صحة الأطفال باللوم عليها وشنت حملة ضدها شملت اللقاحات، والمبيدات الحشرية، وفلورة مياه الشرب، والباراسيتامول (أسيتامينوفين)، والألومنيوم، والاتصالات اللاسلكية، وغيرها. لقد رفعت دعاوى قضائية استهدفت مبيدات الآفات في الأغذية والزراعة.
سميت منظمة الدفاع عن صحة الأطفال باسم مشروع الزئبق العالمي حتى عام 2018، وهي منظمة مؤثرة مضادة للقاحات بسبب بروز رئيسها، روبرت إف. كينيدي جونيور. من لا شيء تقريبًا، قفزت الإيرادات السنوية للمجموعة إلى ما يقرب من نصف مليون دولار عندما شارك كينيدي في 2015، ثم مليون في عام 2018. مع تحول المجموعة إلى مركز رئيسي للمعلومات المضللة خلال جائحة كوفيد-19، وصلت إيراداتها إلى 6.8 مليون دولار في عام 2020، أي أكثر من ضعف إيراداتها عن العام السابق. تتلقى المنظمة جزءًا من مبيعات سلسلة فيديو المضادة للتلقيح لتاي بولينجر، والتي تروج لها. على الرغم من رسائلها التي أعاقت جهود الحكومة للحد من انتشار كوفيد-19، تلقت منظمة الدفاع عن صحة الأطفال 145,400 دولار من قروض الأعمال الصغيرة المدعومة اتحاديًا من خلال برنامج حماية شيك الراتب من جي بي مورغان تشيس في عام 2020. يشير الإقرار الضريبي لعام 2019 للدفاع عن صحة الأطفال إلى أن كينيدي حصل على 255 ألف دولار مقابل خدماته كرئيس وكبير مستشاري المنظمة.
بدأت المنظمة عددًا من القضايا أمام المحاكم، ولكن دون نجاح يذكر. تمثل طلبات المساهمات لصناديق التقاضي التابعة لها عنصرًا رئيسيًا في أنشطتها لجمع الأموال.
في 15 فبراير 2017، مع نشطاء آخرين مناهضين للقاحات والممثل روبرت دي نيرو إلى جانبه، تحدى كينيدي أي شخص لإثبات أن استخدام الثيميروسال آمن «بالكميات الموجودة في اللقاحات التي يعطونها حاليًا للأطفال الأمريكيين والنساء الحوامل»، متجاهلًا دراسة لإدارة الغذاء والدواء عام 1999 تفعل ذلك بالضبط. على الرغم من التخلص التدريجي من استخدام الثيميروسال في اللقاحات بحلول عام 2001 (باستثناء واحد)، ما يزال هذا المركب الزئبقي يشار إليه في كثير من الأحيان من قبل المجموعات المضادة للقاحات. تشير الأدلة الدامغة إلى أن اللقاحات آمنة وفعالة.
التقى كينيدي بدونالد ترامب في يناير 2017. بينما زعم كينيدي أن الرئيس وافق على إنشاء لجنة لدراسة المخاطر التي يُزعم أنها مرتبطة باللقاحات، نفى المسؤولون الحكوميون اتخاذ أي قرار ولم يحدث شيء بعد ذلك.
بدعوى انتشار الفساد في أبحاث الرعاية الصحية والتواطؤ من قبل حكومات متعددة، أيدت المجموعة نسخة حديثة من الكتاب الذي كتبته جودي ميكوفيتس عن نظرياتها الفاقدة للمصداقية، وكتب كينيدي المقدمة. كرر كتاب كينيدي أنتوني فاوتشي الحقيقي، الذي نُشر في عام 2021، العديد من الخرافات التي فقدت مصداقيتها حول جائحة كوفيد-19، ولا سيما حول فعالية الإيفيرمكتين. خلال الجائحة، اتهمت المنظمة حكومة الولايات المتحدة بدعم الأبحاث حول اللقاح كجزء من خطة لزيادة عائدات صناعة الأدوية. أدى نمو المجموعة خلال الوباء إلى ظهور فصول دولية، لا سيما في كندا وأوروبا وأستراليا.

## حملات مضادة للقاحات
تستخدم منظمة الدفاع عن صحة الأطفال وسائل التواصل الاجتماعي والإعلانات عبر الإنترنت لنشر رسائل مناهضة للتلقيح تستهدف الآباء الصغار والأقليات في الولايات المتحدة. خلال جائحة كوفيد-19 حاولت تلك الاتصالات التقليل من المخاطر التي يشكلها الفيروس، والقول بأن اللقاحات الجديدة خطيرة، وتقويض سلطات الصحة العامة. يحدد مركز مكافحة الكراهية الرقمية المنظمة على أنها واحدة من قادة الحركة المناهضة للقاحات عبر الإنترنت.
نظمت المنظمة مسيرات ضد تدابير الصحة العامة الهادفة إلى التخفيف من تأثير الوباء، مثل تلك التي وقعت في واشنطن في 23 يناير 2022. شهدت هذه المظاهرة الخاصة قادة آخرين في الحركة الأمريكية المناهضة للتطعيم مثل ديل بيغتري، قارن كل من كينيدي وبيغتري تفويضات اللقاح بالقمع في البلدان التي احتلها النازيون خلال الحرب العالمية الثانية. شاركت في المظاهرة مجموعة من منظمة براود بويز الفاشية الجديدة.
تستهدف المنظمة الأمريكيين السود برسائل تربط لقاح كوفيد-19 بدراسة توسكيجي للزهري وحالات أخرى ارتكبت فيها انتهاكات أخلاقية ضد الأقليات كجزء من الدراسات الطبية. من المرجح أن تضر مثل هذه التدخلات بالمجتمع الأسود من خلال زيادة تردد تلقي اللقاحات بين هؤلاء السكان المعرضين للخطر. تدعي منظمة الدفاع عن صحة الأطفال أن حكومة الولايات المتحدة تسعى إلى إلحاق الضرر بالأقليات العرقية من خلال منحهم الأولوية للقاحات كوفيد، متجاوبة بذلك مع الجهات الفاعلة الأخرى في الحركة المناهضة للقاحات وأمة الإسلام. وضحت المنظمة وكيندي نظرية المؤامرة في إنتاج فيديو مدته ساعة صدر في مارس 2021، جنبًا إلى جنب مع قصص مضادة للقاحات معاد تدويرها حول التوحد، وبيل غيتس، ومراكز السيطرة على الأمراض. مثل غيره من مقاطع الفيديو الخاصة بنظرية المؤامرة، فإنه يُدرج أحداثًا تاريخية حقيقية في سرده لجعل مزاعمه الرائعة تبدو أكثر قابلية للتصديق.
بالتماشي مع حركة كيو أنون، يروج حسابهم على إنستغرام لنظرية «إعادة التعيين الكبرى» ويحدد «نظرية المؤامرة الكبرى للأدوية» كجزء من «الدولة العميقة الحقيقة».
وجدت دراسة أن الدفاع عن صحة الأطفال كانت أحد المشترين الرئيسيين لإعلانات فيسبوك المضادة للقاحات في ديسمبر 2018 وفبراير 2019، ولموقع آخر هو ستوب ماندوتوري فاكسنيشن. استهدفت الإعلانات بشكل كبير النساء والأزواج الشباب، وسلطت الضوء على المخاطر المزعومة للقاحات وطلبت التبرعات. وفقًا لتحليل أجرته إن بي سي نيوز، فإن المجموعة هي واحدة من ثلاثة مصادر رئيسية للادعاءات الكاذبة حول التطعيم التي جرت مشاركتها على الإنترنت، والآخران هما موقع الأخبار المزيف ناتشورال نيوز وموقع ستوب ماندوتوري فاكسنيشن. رفض فيسبوك لاحقًا الإعلانات المناهضة للقاحات من المنظمة.
قالت منظمة الدفاع عن صحة الأطفال إن فعالية حملاتها غير الإعلانية على فيسبوك قد تأثرت بشكل كبير باتخاذ المنصة إجراءات إضافية ضد المعلومات المضللة في عام 2019. في دعوى قضائية رفعتها المنظمة إلى محكمة المقاطعة الأمريكية للمنطقة الشمالية من كاليفورنيا في أغسطس 2020، ضد فيسبوك وأربع خدمات لتقصي الحقائق، قالت إن نسبة مشاهدة بعض منشوراتها حول اللقاح وشبكة الجيل الخامس قد انخفضت بنسبة 95% بعد تصنيفها على أنها معلومات مضللة. على الرغم من أن المجموعة سمحت بنشر هذه الرسائل ومشاركتها من قبل المستخدمين، لكن منظمة الدفاع عن صحة الأطفال جادلت بأن وصفها بالمعلومات المضللة يرقى إلى مستوى الرقابة؛ وزعموا أن رسائلهم تقدم على أنها مجرد آراء وليس معلومات، وبالتالي لا يمكن وصفها بأنها معلومات مضللة. المنظمة تسعى للحصول على 5 ملايين دولار كتعويضات.